# Hyginus Gromaticus
 Hyginus Gromaticus war ein lateinischer Fachschriftsteller des 1. und 2. Jahrhunderts n. Chr.

## Herkunft des Beinamensgromaticus
Hyginus Gromaticus (Gromaticus von groma, einem Vermessungsinstrument der alten römischen Feldmesser) ist ein bis auf seine Schrift de constitutione limitum im sogenannten corpus agrimensorum Romanorum nicht greifbarer Autor, der wahrscheinlich gegen Ende des 1. Jahrhunderts n. Chr. zur Zeit des römischen Kaisers Trajan lebte. Sein Beiname ist auf eine falsche Lesart im ältesten Codex, dem Arcerianus (Guelferbitanus 2403 Aug. f. 36,23 fol. 161, saec. vi-vii) zurückzuführen, in der die Subscriptio des Textes EXP. (=explicit) KYGYNI GROMATICI CONSTITVTIO FELICITER lautet. Andere Manuskripte, so der Palatinus Vatic. lat. 1564, haben als Explicit LIBER HYGINI GROMATICVS, so dass das Adjektiv gromaticus eindeutig auf liber geht, also ein „gromatisches“ Feldmesser-Buch bezeichnet. Die bis in die jüngste Zeit gepflegte Konvention, von einem „Hyginus Gromaticus“ zu sprechen, sollte deswegen als irreführend aufgegeben werden, und wurde es in der neuesten Editionen von Campbell auch, der den Autor von einem ebenfalls in den gromatischen Schriften vorhandenen anderen Hyginus durch „Hyginus 1“ und „Hyginus 2“ unterscheidet.

## Werk
Hyginus’ Schrift constitutio <limitum>, wobei limitum eine Ergänzung Carl Olof Thulins ist (Karl Lachmann übertitelt sie mit de limitibus constituendis), ist nur verderbt überliefert. Das Erhaltene bietet jedoch überaus wichtige und bedeutende Rückschlüsse auf die lateinische Rezeption entsprechender griechischer astronomischer und mathematischer Schriften, da Hyginus nicht nur auf die Konstruktion des großen Achsen- oder Limitationskreuzes aus decimanus und cardo eingeht, sondern sich dezidiert der Konstruktion des decimanus nach der Methode der Schattenstabmessung widmet und sie mit weniger genauen Methoden (zum Beispiel nach Sonnenauf- und Sonnenuntergang) vergleicht. Das Textverhältnis eines großen Abschnitts aus diesem Text mit einer von Nikolai Michailowitsch Bubnow edierten Geometria incerti auctori muss noch untersucht werden.
Ein weiteres ihm zugeschriebenes Werk Liber gromaticus de divisionibus agrorum, mit dem vielleicht die constitutio fortgesetzt werden sollte, ist nur im titulus überliefert worden.